# Czarny szlak turystyczny Piekoszów – Zgórskie Góry
 Czarny szlak turystyczny Piekoszów – Zgórskie Góry – szlak turystyczny na terenie Gór Świętokrzyskich.

## Opis szlaku
Szlak rozpoczyna się przy PKP Piekoszów. Przechodząc łąkami dochodzimy do Łazisk a dalej poruszamy się pomiędzy lasami państwowymi a prywatnymi. Idąc cały czas lasem dochodzimy do węzła Jaworznia. Stąd kilkaset metrów podążamy na wschód wzdłuż drogi wojewódzkiej 761, z której skręcamy w prawo na leśną ścieżkę. Ten odcinek w pierwszej części w miarę płaski ale w drugiej z dosyć stromym podejściem na Zieloną, gdzie szlak się kończy. 

## Przebieg szlaku
| Odległość | Atrakcje | Punkt                   | Skrzyżowania szlaków |
| --------- | -------- | ----------------------- | -------------------- |
| 0,0 km    | kościół  | Piekoszów PKP           |                      |
|           |          | Łaziska                 |                      |
|           |          | Jaworznia               |                      |
|           |          | wiadukt nad S7          |                      |
| 7,0 km    |          | Zielona (Zgórskie Góry) | Chęciny – Łagów      |